# Kong (azienda)
Kong spa è un'azienda italiana produttrice di attrezzature per la sicurezza nell'arrampicata sportiva, nel soccorso, nei lavori in quota e nella nautica. Ha sede a Monte Marenzo, in provincia di Lecco.

## Storia

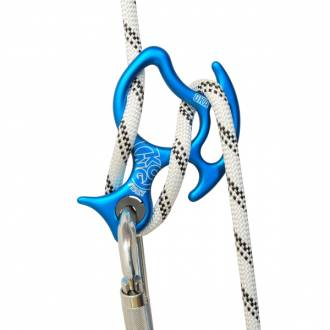
Discensore Kong Oka

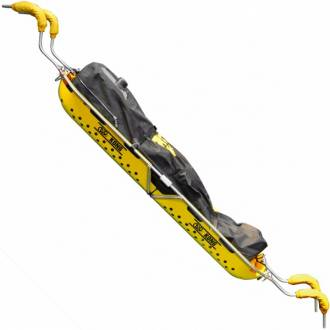
Barella galleggiante Kong 911 Canyon

L'azienda è legata fin dalle origini alla famiglia Bonaiti. La storia risale al 1830 quando Giuseppe Bonaiti aprì un'officina a Lecco lungo il torrente Gerenzone, la cui forza motrice serviva ad azionare le macchine. L'officina si occupava di trafilatura del filo, di minuteria metallica a uso civile e militare, di serrature per porte e della laminazione dei nastri di acciaio. Da questa produzione si passò poi a quella di moschettoni e attrezzature di sicurezza.
Nel 1977 il ramo dell'azienda che si occupava dei moschettoni e del materiale di sicurezza è stato scorporato e ha preso il nome di Kong S.p.A. Per la nuova società è stato costruito lo stabilimento di Monte Marenzo.
Nel 1993 il settore della serrature per porte e della minuteria metallica è divenuto la Bonaiti Serrature S.p.A, con sede a Calolziocorte, sempre in provincia di Lecco.
Il reparto laminati e trafilati di acciaio è infine andato a costituire la Giuseppe & F.lli Bonaiti S.p.A, con sede a Palazzago, in provincia di Bergamo.
La società è strutturata con un'articolazione a livello mondiale, con diverse sedi situate in mercati strategici. A partire dagli anni 2000, infatti, sono state aperte la IFH in Germania, la Kong USA, la Kong Russia, la Kong Far East in Cina e la Kong America Do Sul in Brasile
Negli anni 2000 è stata attrezzata un’area dello stabilimento per offrire formazione professionale, come membro IRATA (Industrial Rope Access Trade Association) e GWO (GWO Global Wind Organization).

## Casi di studio
- Primo kit da ferrata (1983)
- Sistema Key Lock, aggancio tra corpo e leva del moschettone privo di spigoli vivi che evita ogni impiglio con la corda (1985)
- Prima barella professionale per il soccorso in montagna, modello Lecco (1994)
- Primo casco co-stampato (stampaggio per iniezione di termoplastici differenti) per alpinismo, modello Scarab (1998)
- Prima barella per elicotteri in fibra di carbonio, modello X-Trim (2008)
- Prima barella galleggiante per il soccorso in forra, modello 911 Canyon (2013)[6]
- Il primo moschettone con sagoma asimmetrica a "D"
- l'impiego di alluminio stampato a freddo
- il CLAMP SYSTEM del connettore FROG
- la prima maniglia di risalita che lavora in asse sulla corda, modello Futura
- il primo stabilizzatore elettronico per barelle da elisoccorso, modello KARS
- il primo moschettone dotato di chip NFC integrato per tracciabilità e ispezioni, modello i-Connector